# Conjunt de cases (Sant Andreu de la Barca)
Conjunt de cases és una obra del municipi de Sant Andreu de la Barca (Baix Llobregat) inclosa en l'Inventari del Patrimoni Arquitectònic de Catalunya.

## Descripció
Es tracta d'un conjunt de cases representatives de la segona dècada del segle xx, situades al nucli antic. Cal destacar alguns elements decoratius de ceràmica i les diferents formes geomètriques a l'encapçalament de totes elles.

## Història
La casa de la fotografia núm. 1 havia estat el Foment de Cultura cap als anys 1920.